# نيت كينسلا
نيت كينسلا (بالإنجليزية: Nate Kinsella)‏ هو موسيقي أمريكي، ولد في 19 مارس 1980 في شيكاغو في الولايات المتحدة.

## وصلات خارجية
- نيت كينسلا على موقع IMDb (الإنجليزية)
- نيت كينسلا على موقع ميوزك برينز (الإنجليزية)
- نيت كينسلا على موقع ديسكوغز (الإنجليزية)